# Klementina (agrum)
Klementina (znanstveno ime (Citrus × aurantium)) je vrsta drevesa iz rodu Citrus (družina rutičevk) in njegov sadež. Je plod križanja med mandarino in pomarančo.

## Klementina kot križanec
Do nedavnega je rod Citrus zajemal enajst vrst, pred kratkim pa so strokovnjaki določili, da so izvirni citrusi le trije: mandarina (Citrus reticulata), pomelo (Citrus maxima) in citrona (Citrus Medica). 
Med križane citruse so tako všteli vse ostale vrste: pomaranča, limona, grenivka, klementina, bergamot, kinoto, kumkvat, kombava in limeta. Prav tako bi naj vse vrste fortunelle bile le križanja ene same vrste kumkvata.
Ta klasifikacija sicer ni še splošno sprejeta, a že sedaj veliko večino citrusov strokovno zapisujejo z vmesnim znakom križca ali enostavno z »x«, kar pomeni, da gre za križanje, torej hibrid. Čeprav se lahko zdi čudno, da sta tako vsesplošno znana sadeža, kot sta pomaranča ali limona, le hibrida, ne moremo prezreti osnovnih podatkov o njegovem gojenju. Strokovno ga je treba prišteti med umetno pridobljene rastline.
Čeprav je rod citrusov sedaj sestavljen samo iz treh vrst, poznamo namreč med agrumi veliko število naravnih odstopanj in nepravilnosti, bodisi v cvetju, bodisi predvsem v sadežih, zaradi česar se dajo dobiti širom po svetu zelo raznoliki primerki. Razen tega so agronomi razvili nešteto hibridov, ki večkrat nimajo stalnih in ponovljivih lastnosti, zato so nekatere vrste na trgu le za določeno dobo. To povzroča težave pri klasifikaciji agrumov. Omeniti je treba tudi dedne spremembe, ki so pri agrumih zelo pogostne. Gre za mutacijo v poganjkih, ki se včasih pojavi iz neznanih razlogov. Na veji se rodi poganjek, iz katerega zraste veja z nekoliko različnimi lastnostmi od ostalega drevesa. Če se ta vejica uporabi kot potaknjenec, zraste drevo s temi različnimi lastnostmi. Velikokrat  so te nove lastnosti nezaželene, zato se spremembo ne želi ohranjati in se mutirana vejica enostavno odstrani. Včasih je pa sprememba toliko zanimiva, da jo agronomi gojijo dalje in tako dobijo novi križanec.

## Izvor
Prva uspešna križanja naj bi bila dosežena v Alžiriji, vendar viri o tem niso enotni. kateri viri navajajo, da je križanje po naključju dosegel brat Clément Rodier iz samostana Missergin pri Oranu; drugi trdijo, da je poseg namerno izvedel alžirski duhovnik Pierre Clément. Tako pravzaprav ni jasno, po katerem Clémentu je sad dobil ime. Navsezadnje, nekateri viri trdijo, da je križanec mnogo starejši in prihaja iz Kitajske, alžirski duhovnik ali menih naj bi ga bil le uvedel v Sredozemlje.
Po prvih  križanjih v začetku dvajsetega stoletja se je kmalu izkazalo, da gre za novi križanec agrumov, ki ga je mogoče sistematično vzgajati. Sadeži so po desetih in več letih ohranili iste značilnosti in razni razvojni postopki so le dokazali izredno kvaliteto novega križanca. Na trgu se redno pojavlja od leta 1940.

## Opis
Drevo klementine je povsem podobno drevesu mandarine, a je cepljeno na grenki pomaranči. Cvete in dozoreva zelo počasi in neredno, ker je silno občutljivo za vremenske spremembe. Rodi le enkrat letno, sadje se pobira od novembra do januarja.
Plod je podoben mandarini, a je temnejše, bolj rdeče barve. Ni nikoli sploščene oblike, kot večina mandarin, temveč je popolnoma okrogel. Kot mandarina, se z lahkoto lupi in deli na krhlje, a okus je zelo podoben pomaranči. Včasih ima celo priokus marelice.
Večji nasadi so predvsem v Tuniziji, Alžiriji, Španiji in Siciliji. V ZDA se klementine gojijo od vsega začetka, a šele pred nekaj leti so se uveljavile na tržišču, potem ko je leta 1997 huda zima poškodovala veliko nasadov pomaranč na Floridi.

## Uporaba
Klementine se v glavnem uporabljajo kot sveže sadje, predvsem zaradi pomaranči sorodnega okusa. Na tržišču so se uveljavile prav zaradi tega, saj nudijo vse prednosti pomaranče in se veliko lažje lupijo. Razen mehkega olupka je mandarina prispevala pri tem križanju tudi z okusom: kisloba, ki je pri pomaranči včasih premočna, pri klementinah nikoli ne izstopa, kar zagotavlja popolno ravnovesje med sladkim in kislim okusom. Zaradi teh lastnosti so danes klementine najbolj priljubljeni agrumi. Veliko nasadov pomaranč se že počasi spreminja v nasade klementin.
Kakor pomaranča, se tudi klementina uspešno predeluje v sokove, marmelade, kandirano sadje in sirupe. Intenzivno se uporablja tudi v kozmetiki.